# Final de la Copa del Rey de fútbol 2008-09
La Final de la Copa del Rey de fútbol 2008-09 fue la 105.ª del torneo desde su establecimiento. El partido lo disputaron el Athletic Bilbao y el Fútbol Club Barcelona el 13 de mayo de 2009 en el Estadio Mestalla de Valencia.
El Barcelona se alzó con el título por 25ª vez en su historia al derrotar por 1-4 al Athletic Bilbao, siendo el Máximo ganador en la historia de la Copa.

## Camino a la final
| Athletic Bilbao                | Athletic Bilbao | Athletic Bilbao     | Round            | Barcelona       | Barcelona | Barcelona           |
| ------------------------------ | --------------- | ------------------- | ---------------- | --------------- | --------- | ------------------- |
| Oponente                       | Resultado       | Global              |                  | Oponente        | Resultado | Global              |
| Real Club Recreativo de Huelva | 3–2             | 1–2 fuera; 2–0 casa | Dieciseisavos    | Benidorm CD     | 2–0       | 1–0 fuera; 1–0 casa |
| Osasuna                        | 3–1             | 2–0 casa; 1–1 fuera | Octavos de final | Atlético Madrid | 5–2       | 2–1 casa; 3–1 fuera |
| Sporting Gijón                 | 2–1             | 0–0 casa; 2–1 fuera | Cuartos de final | RCD Español     | 3–2       | 3–2 casa; 0–0 fuera |
| Sevilla                        | 4–2             | 3–0 casa; 1–2 fuera | Semifinal        | Mallorca        | 3–1       | 1–1 fuera; 2–0 casa |

## Partido
El Barcelona se proclamó campeón de la Copa del Rey 2008-09 al derrotar al Athletic Bilbao por 1-4 en el Estadio Mestalla de Valencia. El Athletic Bilbao empezó incomodando en el primer tiempo al Barcelona, que sufrió hasta que encontró su lugar en el partido, Toquero marcaría el primero en el minuto 9 para el Athletic luego de un cabezazo de tiro de esquina cobrado por Fran Yeste. El Barcelona desde ahí empezaría a dominar el partido a su antojo y Yaya Touré, quien hasta ese momento era el mejor del Barça, marcaría el empate luego de un Latigazo fulminante que Iraizoz no pudo controlar. La igualdad en el marcador favoreció el crecimiento del Barcelona en el partido, y ya en la segunda mitad, aparecieron Messi y Bojan para sentenciar la final en 3 minutos, en los minutos siguientes, con el marcador 3-1 a favor el Barcelona dominó por completo el encuentro y en el minuto 64, Xavi Hernández anotó un espectacular golazo de tiro libre que entró por la escuadra imposible para Iraizoz. El Conjunto azulgrana se coronó en Valencia como campeón de Copa, rey de reyes de la competición. 
Hubo pocas faltas en el partido por parte de los dos equipos, pero el Colegiado mostró 5 tarjetas amarillas. Los "Vascos" del Athletic tuvieron 2 amonestados (López y Lertxundi) , mientras que en el Barça fueron 3 amonestados (Yaya Touré, Keita y Messi).

### Detalles del partido
| 13 de mayo de 2009, 22:00 CEST | Athletic Bilbao | 1 – 4   | Barcelona                                                          | Estadio Mestalla, Valencia,                                       |                                                                   |
|                                | Toquero 9'      | Reporte | Yaya Touré 32' · Lionel Messi 54' · Bojan 57' · Xavi Hernández 64' | Asistencia: 50.000 espectadores Árbitro(s): Luis Medina Cantalejo | Asistencia: 50.000 espectadores Árbitro(s): Luis Medina Cantalejo |

| 1          | POR        | Gorka Iraizoz       |     |
| 15         | DEF        | Andoni Iraola       |     |
| 5          | DEF        | Fernando Amorebieta |     |
| 20         | DEF        | Aitor Ocio          |     |
| 3          | DEF        | Koikili Lertxundi   |     |
| 16         | MED        | Pablo Orbaiz        | 61' |
| 24         | MED        | Javi Martínez       |     |
| 7          | MED        | David López         | 56' |
| 10         | MED        | Fran Yeste          |     |
| 2          | DEL        | Gaizka Toquero      | 61' |
| 9          | DEL        | Fernando Llorente   |     |
| Entrenador | Entrenador | Joaquín Caparrós    |     |

| 13         | POR        | José Manuel Pinto |     |
| 20         | DEF        | Daniel Alves      |     |
| 3          | DEF        | Gerard Piqué      |     |
| 5          | DEF        | Carles Puyol      |     |
| 24         | DEF        | Yaya Touré        | 88' |
| 15         | MED        | Seydou Keita      |     |
| 6          | MED        | Xavi Hernández    | 87' |
| 28         | MED        | Sergio Busquets   |     |
| 9          | DEL        | Samuel Eto'o      |     |
| 10         | DEL        | Lionel Messi      |     |
| 11         | DEL        | Bojan Krkić       | 83' |
| Entrenador | Entrenador | Josep Guardiola   |     |

| 14 | MED | Markel Susaeta    | 56' |
| 21 | DEL | Ion Vélez         | 61' |
| 17 | DEL | Joseba Etxeberria | 61' |

| 21 | MED | Aliaksandr Hleb | 83' |
| 27 | DEL | Pedro           | 87' |
| 16 | DEF | Sylvinho        | 88' |

| Anotado | 9' | Gaizka Toquero | 1-0 |

| Anotado | 30' | Yaya Touré     | 1-1 |
| Anotado | 54' | Lionel Messi   | 1-2 |
| Anotado | 57' | Bojan Krkic    | 1-3 |
| Anotado | 64' | Xavi Hernández | 1-4 |

| Amonestado | 29' | David López       |
| Amonestado | 34' | Koikili Lertxundi |

| Amonestado | 22' | Yaya Touré   |
| Amonestado | 50' | Seydou Keita |
| Amonestado | 50' | Lionel Messi |

| Árbitro:                                                                                                  | Luis Medina Cantalejo     |
| Árbitros asistentes:                                                                                      | Jesús Calvo Guadamuro     |
| Árbitros asistentes:                                                                                      | Juan Carlos Yuste Jiménez |
| Cuarto árbitro:                                                                                           | Carlos Velasco Carballo   |
| Reporte (enlace roto disponible en Internet Archive; véase el historial, la primera versión y la última). |                           |

| 1          | POR        | Gorka Iraizoz       |     |
| 15         | DEF        | Andoni Iraola       |     |
| 5          | DEF        | Fernando Amorebieta |     |
| 20         | DEF        | Aitor Ocio          |     |
| 3          | DEF        | Koikili Lertxundi   |     |
| 16         | MED        | Pablo Orbaiz        | 61' |
| 24         | MED        | Javi Martínez       |     |
| 7          | MED        | David López         | 56' |
| 10         | MED        | Fran Yeste          |     |
| 2          | DEL        | Gaizka Toquero      | 61' |
| 9          | DEL        | Fernando Llorente   |     |
| Entrenador | Entrenador | Joaquín Caparrós    |     |

| 13         | POR        | José Manuel Pinto |     |
| 20         | DEF        | Daniel Alves      |     |
| 3          | DEF        | Gerard Piqué      |     |
| 5          | DEF        | Carles Puyol      |     |
| 24         | DEF        | Yaya Touré        | 88' |
| 15         | MED        | Seydou Keita      |     |
| 6          | MED        | Xavi Hernández    | 87' |
| 28         | MED        | Sergio Busquets   |     |
| 9          | DEL        | Samuel Eto'o      |     |
| 10         | DEL        | Lionel Messi      |     |
| 11         | DEL        | Bojan Krkić       | 83' |
| Entrenador | Entrenador | Josep Guardiola   |     |

| 14 | MED | Markel Susaeta    | 56' |
| 21 | DEL | Ion Vélez         | 61' |
| 17 | DEL | Joseba Etxeberria | 61' |

| 21 | MED | Aliaksandr Hleb | 83' |
| 27 | DEL | Pedro           | 87' |
| 16 | DEF | Sylvinho        | 88' |

| Anotado | 9' | Gaizka Toquero | 1-0 |

| Anotado | 30' | Yaya Touré     | 1-1 |
| Anotado | 54' | Lionel Messi   | 1-2 |
| Anotado | 57' | Bojan Krkic    | 1-3 |
| Anotado | 64' | Xavi Hernández | 1-4 |

| Amonestado | 29' | David López       |
| Amonestado | 34' | Koikili Lertxundi |

| Amonestado | 22' | Yaya Touré   |
| Amonestado | 50' | Seydou Keita |
| Amonestado | 50' | Lionel Messi |

| Árbitro:                                                                                                  | Luis Medina Cantalejo     |
| Árbitros asistentes:                                                                                      | Jesús Calvo Guadamuro     |
| Árbitros asistentes:                                                                                      | Juan Carlos Yuste Jiménez |
| Cuarto árbitro:                                                                                           | Carlos Velasco Carballo   |
| Reporte (enlace roto disponible en Internet Archive; véase el historial, la primera versión y la última). |                           |

|                      |
|                      |
| Campeón FC BARCELONA |
| 25.º título          |

## Celebración
Los Jugadores blaugranas celebraron el título copero en Barcelona, el autocar del FC Barcelona, escoltado por vehículos policiales y aficionados, realiza el trayecto desde el aeropuerto de la Ciudad condal hasta el Camp Nou, cada uno de los jugadores levantaba el trofeo de la copa frente a los aficionados culés.